# مرگ سارداناپالوس
مرگ سارداناپالوس (به فرانسوی: La Mort de Sardanapale) اثری است در سبک رمانتیسیزم از اوژن دولاکروا که در سال ۱۸۲۷ با رنگ روغن بر روی بوم خلق شد.
هم‌اکنون این تابلو، تحت مالکیت موزه لوور قرار دارد. کپی کوچکتری از آن نیز که دلاکروا به سال ۱۸۴۴ کشیده، در موزه هنر فیلادلفیا نگهداری می‌شود.